# Sofia Kosacheva
Sofia Kosacheva é uma bombeira florestal russa. Fundou uma comunidade profissional dedicada a treinar bombeiros voluntários para fazer frente à crise dos grandes incêndios florestais na Rússia nos últimos anos.

## Biografia
Até o ano 2010, Sofia foi mestre de canto de ópera, mas um encontro com um grupo de bombeiros fez com que abandonasse sua carreira profissional. Formou-se bombeira e criou uma comunidade de voluntários para fazer frente ao grave problema de incêndios florestais que atinge o seu país nos últimos anos. Para ajudar nesta tarefa, Sofia criou um banco de dados em russo com informação sobre como prevenir e lutar contra estes desastres naturais.
Ao longo de sua carreira como bombeira, tem ajudado a conter centena de incêndios e, durante algum tempo, colaborou com o Greenpeace, até que o Kremlin catalogou esta organização como "organização indesejável" e sua filial na Rússia foi desarticulada.

## Reconhecimento
Em 2023, foi reconhecida pela BBC em sua lista anual de 100 mulheres mais inspiradoras do mundo. Ela e a ativista Daria Serenko são as únicas russas que aparecem na lista deste ano.